# Smittoidea conspicua
Smittoidea conspicua är en mossdjursart som först beskrevs av Campbell Easter Waters 1904.  Smittoidea conspicua ingår i släktet Smittoidea och familjen Smittinidae. Inga underarter finns listade i Catalogue of Life.